# クイトゥン市
クイトゥン市（クイトゥンし）は、中華人民共和国新疆ウイグル自治区イリ・カザフ自治州に位置する県級市。

## 地理
新疆西北部、天山山脈北麓のジュンガル盆地西南縁に位置する。ウルムチ市から西へ253km、カラマイ市の南、東はタルバガタイ地区沙湾県、西はタルバガタイ地区ウス市に隣接。北疆線が通り、G217国道とG312国道が交わる。
主産業は食品加工業、繊維工業など。砂漠に近く、カザフスタンと鉄道で繋がっている。

## 歴史
「クイトゥン」はクイトゥン川に由来し、モンゴル語で「寒冷」を意味する。古くから遊牧地だったが、清代の1757年に軍台が置かれ、屯田兵が移住した。1880年には駅站が設置された。清末には、クルカラウス直隷庁、民国期には、ウス県に属する村であった。新中国成立後にウス県クイトゥン郷となる。1958年にカラマイ市が設立されると、その一部となった。1975年にイリ・カザフ自治州直属の県級市のクイトゥン市となった。

## 行政区画
5街道、1郷を管轄：
- 街道弁事処：団結路街道、烏東路街道、北京路街道、烏魯木斉西路街道、火車站街道
- 郷：開干斉郷
- 一三一団
- 天北新区

## 出身者
- 陸川 - 映画監督